# Jan Hendrik Albert Eman

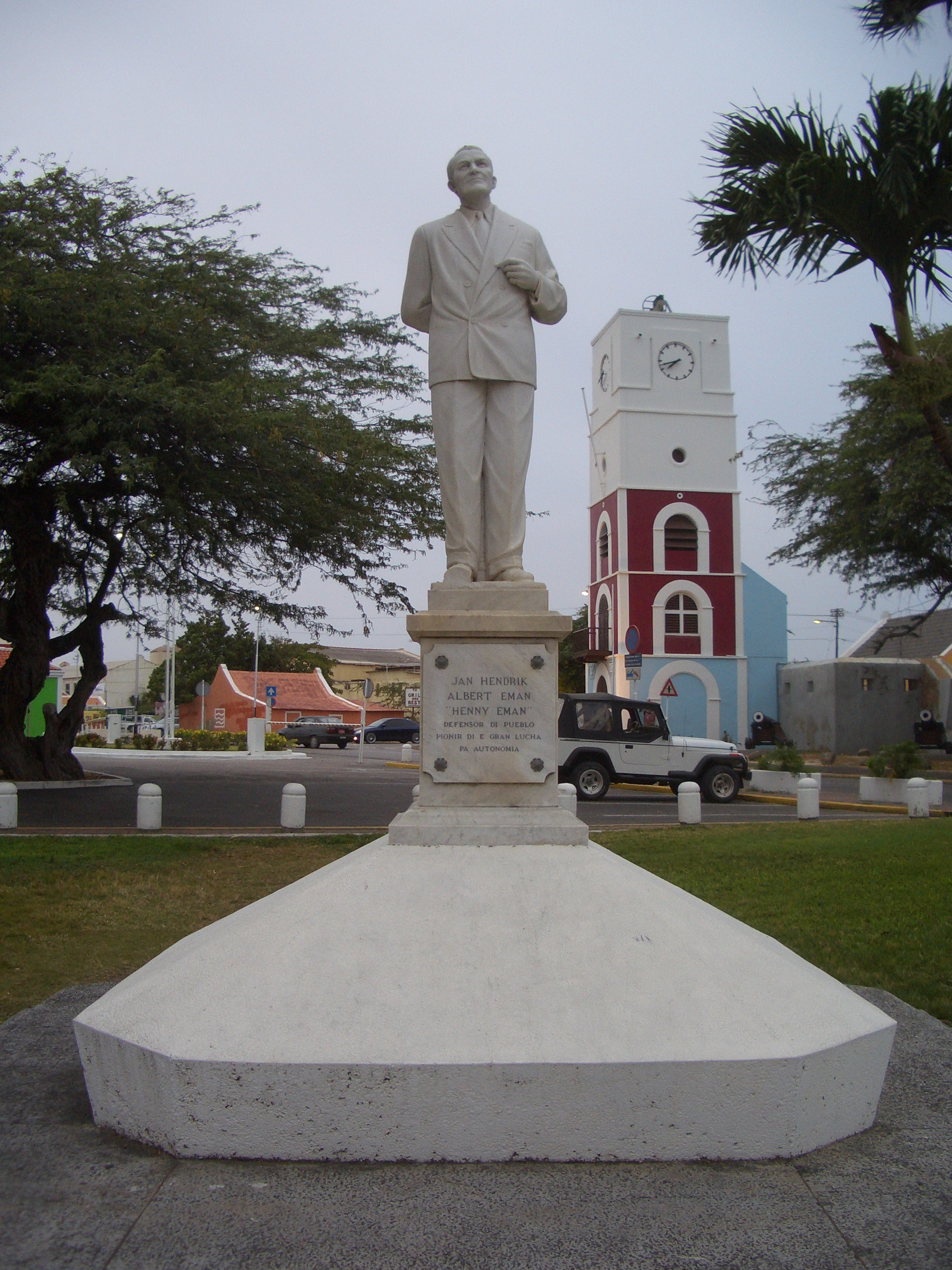
Standbeeld op het Henny Emanplein nabij het parlementsgebouw

Jan Hendrik Albert "Henny" Eman (7 augustus 1887 – 17 oktober 1957) was een Arubaanse politicus en oprichter van de Arubaanse Volkspartij (AVP), die de beweging leidde voor de autonomie van Aruba ten opzichte van Curaçao. Na zijn overlijden volgde zijn zoon Cornelis Albert (Shon A) Eman hem op als partijleider van de AVP. Zijn kleinzoon Henny Eman zou de eerste premier van Aruba worden en ook een andere kleinzoon, Mike Eman, werd meermaals premier van Aruba.

## Biografie
Henny Eman werd op 7 augustus 1887 geboren op Aruba. In 1921 werd hij lid van het Hof van Politie op Aruba. In 1922 werd hij gekozen in de Raad van State, een bestuursorgaan dat ondergeschikt was aan de Koloniale Raad van Curaçao, het bestuursorgaan voor het gebiedsdeel Curaçao en Onderhorigen. Het aantal kiezers voor de Raad van State was zeer beperkt vanwege het censuskiesrecht. In 1931 werd Eman herkozen met 144 stemmen.
In 1931 was Eman een van de verzoekschrijvers aan de Staten-Generaal om meer autonomie voor Aruba te vragen. In 1937 werd de Koloniale Raad van Curaçao ontbonden en vervangen door het Parlement van Curaçao. Van de 15 leden werden er 5 benoemd door de gouverneur, 6 kwamen van Curaçao, 2 van Aruba, 1 van Bonaire en 1 van de drie Bovenwindse eilanden (Saba, Sint Eustatius en Sint Maarten).
In 1941 werd Eman gekozen in het parlement. Hij verdedigde krachtig de belangen van Aruba en pleitte voor Separación, het afsplitsen van Curaçao en Onderhorigheden, maar met behoud van de band met Nederland. In 1942 richtte Eman de Arubaanse Volkspartij (AVP) op. Op 6 december 1942 hield koningin Wilhelmina van Nederland een toespraak over de noodzaak van reorganisatie en democratisering van de koloniën. Deze toespraak was bedoeld om Indonesië binnen het koninkrijk te houden, maar werd als revolutionair beschouwd in zowel Suriname als op Aruba.
Eman pleitte voor een gelijk aantal zetels voor Aruba en nam deel aan de rondetafelconferenties over de toekomst van het Koninkrijk. In 1947 organiseerde Eman een petitie om zich af te splitsen van wat toen Curaçao en Onderhorigheden heette en een autonoom gebiedsdeel binnen het Koninkrijk der Nederlanden te worden. In 1949 kregen zowel Aruba als Curaçao elk 8 zetels in de Staten.
In 1951 werd het Hof van Politie op Aruba afgeschaft en vervangen door een Eilandsraad, die verantwoordelijk was voor het lokale bestuur van het eiland. In 1952 werd het aantal zetels in de Staten voor Curaçao verhoogd naar 12, terwijl Aruba op 8 bleef. In 1954 trad het Statuut voor het Koninkrijk der Nederlanden in werking, waardoor de Nederlandse Antillen een land binnen het Koninkrijk der Nederlanden werden. In 1955 verloor de AVP de meerderheid aan de Arubaanse Patriottische Partij (PPA), die een gematigder koers voorstond.
Eman overleed op 17 oktober 1957 op 70-jarige leeftijd. In 1972 werd een standbeeld opgericht op het Henny Emanplein nabij het parlementsgebouw van Aruba. 